# Carlo Chatrian
Pour les articles homonymes, voir Chatrian.
Carlo Chatrian, né le 9 décembre 1971 à Turin (Italie), est un journaliste, critique de cinéma et auteur italien. Il est directeur artistique du Festival du film de Locarno de 2012 à 2018, puis de la Berlinale.

## Biographie
Originaire de Torgnon, il est directeur artistique du Festival du film de Locarno du 1er novembre 2012 jusqu'à la fin de l'édition 2018.
« Je veux donner leur chance aux œuvres hors format, c'est pourquoi j'espère élargir le hors-compétition et inclure aussi bien des moyens métrages que des films très longs », déclare-t-il en décembre 2012, soulignant par ailleurs que « la forte présence des films américains (…) est une bonne chose ».
Carlo Chatrian remplace Dieter Kosslick à la direction artistique de la Berlinale après l'édition 2019. Le mandat de Chatrian inaugure une structure de double direction, il est accompagné de Mariette Rissenbeek en tant que directrice exécutive. Le duo quitte la direction après la Berlinale 2024, remplacé par Tricia Tuttle.
En 2024, il est nommé directeur du musée du cinéma italien.